# سباس-دمينسك
سباس-دمينسك (بالروسية: Спас-Деменск) هي إحدى مدن روسيا في الكيان الفدرالي الروسي كالوغا أوبلاست.